# Tetsuya Theodore Fujita
Tetsuya Theodore Fujita of Ted Fujita (Japans: 藤田 哲也, Fujita Tetsuya) (Kitakyushu, 23 oktober 1920 - Chicago, 19 november 1998) was een Japans meteoroloog en natuurkundige. Hij deed onderzoek op het gebied van zware stormen en is de bedenker van de schaal van Fujita, waarmee de kracht van tornado's wordt geclassificeerd.